# 1950年の日本の女性史
本項目1950年の日本の女性史（1950ねんのにほんのじょせいし）では、1950年（昭和25年）の日本における女性に関するできごとを時系列的に挙げる。参考文献は日本の女性史年表を参照のこと。
本項目は歴史研究としての女性史ではなく、日本における女性に関するできごとをある体系に基づいて述べようとするものではない。

## 1～2月
- 1月23日 - 「全京都婦人民主団体代表者会議」結成、市長選挙について協議。全京都民主戦線統一会議（民統）に参加。2月8日 民統推薦の高山義三京都市長当選、4月20日 蜷川虎三京都府知事当選。
- 2月1日 - 松浦炭鉱（長崎）争議の検束者釈放等を要求して、鉱員家族の主婦たち、炭鉱から佐世保市（会社事務所）まで32キロのデモの先頭を進む。4月 主婦150名が上京し各方面に陳情。
- 2月2日 - 日本婦人とアメリカ軍将兵との結婚問題がアメリカ合衆国議会へ提出される。GHQ、アメリカ兵と日本婦人の結婚禁止令を解除。
- 2月4日 - 婦人界代表10人、赤松常子・久米愛ら渡米、アメリカ合衆国の婦人問題について視察。
- 2月25日 - 職安への登録を求めて200人座込み、主婦半数以上。

不況で増大する失業者のため職安への登録が数ヵ月待ちとなり、登録を認められるまで動かない、と失業者200名が座り込んだが、その半数以上が婦人。企業整理で失業した労働者の妻、不況にあえぐ商店の主婦、生活保護を受けている未亡人、夫が病気で働けない妻たち等。
労働省は6月に、増加する失業者の就労を均等化するという理由で輪番制を実施したが、日に5000人以上のアブレ。同時に、労働力の低い者は生活保護に切り替えるという方針のため、特に婦人のアブレがひどく、9月1日 再び婦人を中心に老人も参加して職安で座り込んだ。
- 2月28日 - 日雇い婦人労働者の「みんなで相談し合う会」、東京土建一般労組本部で。失業対策予算の増加・賃金引下げ反対・託児所を・新規登録を認めよ、などを決議。また「婦人と子供をいたわって下さい」「どんなことがあっても戦争はいやです」（日本労働年鑑より）も。

## 3～4月
- 3月2日 女子プロ野球4チームで「日本女子野球連盟」結成。
- 3月4日 山川菊栄婦人少年局長、国際婦人デーに対する政府見解として、「国際婦人デーは共産党だけの記念日」と声明。
- 3月8日 第4回国際婦人デー中央集会に約1万人参加。日比谷小音楽堂で。

民主婦人協議会（民婦協）、婦人民主クラブ、民主保育連盟、全日本産業別労働組合会議（産別会議）、全日本官公労組連合会（全官公）、日本女子勤労連盟、新日本婦人同盟、日本社会党、日本共産党などの各団体参加。大会決議で戦争準備に反対。スローガン「家を焼き夫や子供を奪う戦争反対・ポツダム宣言に基づく全面講和と民族の独立を・世界平和を脅かす軍事基地化反対・原子爆弾、水素爆弾の製造禁止、工場では武器をつくるな・電気、ガス、主食の値上げ反対、予算は生活のために・失業反対、平和産業と自由貿易を・平和を守るためすべての婦人は先頭に・平和のために世界の婦人と力を合わせよう」（日本労働年鑑より）など。
直後の3月19日 世界平和擁護大会常任委員会総会から世界へむけて、原子兵器の絶対禁止要求の"ストックホルム・アピール"発表。このアピールの署名運動のために、「夫や息子を戦場に送るな」をスローガンに様々な取り組みが行われた。
- 3月8日 - 夕張炭鉱ストに主婦200人デモ。4月1日 鉱員主婦のみの主婦会結成
- 3月12日 - 部落民の結婚問題から埼玉県大里郡岡部村（現・深谷市）で村民大会。
- 3月15日 - 山根敏子、領事・外交官試験に唯一の女性として合格。
- 3月20日 - 「婦人の日」準備会。席上で民主婦人連盟の山川菊栄、神近市子等「婦人団体協議会の名で行われる大会のあり方は婦人の日を記念する根本精神から逸脱する」（日本労働年鑑より）と不参加を声明。これに対し、あくまで統一してこの大会を祝おうと、「訴え」の内容、スローガン、プラカード、旗など、細部まで協議し、統一して開催することを決定。
- 3月 - 「北海道炭鉱主婦連」結成
- 4月 - 東京・日本橋の髙島屋で女子社員の制服が復活。
- 4月10日 「婦人の日」中央集会、婦人団体協議会（婦団協）主催、2000人参加。

　全日本産業別労働組合会議（産別会議）、日本労働総同盟（総同盟）、YMCA、新日本婦人同盟、社・共・民・自の各政党、各労働組合婦人部ほか参加。スローガン「戦争は絶対いやです・世界の平和は婦人の団結から・婦人の実質的地位向上・性別による差別待遇の撤廃・明るい政治で青少年を守れ・婦人に職場と保育所を」（日本労働年鑑より）。
　大会後の平和行進は、議長から「組合旗、団旗はもたない」との準備会の決定を守るよう注意があったが、参加者の大多数を占めた労働組合員のなかで組合旗、赤旗等が林立するという状況となり、このため、自由党、民主党、民主婦人連盟、YMCAは行進に参加しなかった。
- 4月22日 第1回ミス日本、山本富士子
- 4月 - 婦人週間「家庭や職場から封建性をなくしましょう。私達の権利と義務を知りましょう」
- 4月 - 短期大学発足。女子短期大学多数

## 5～6月
- 5月4日 生活保護法公布、未亡人のために教育扶助・住宅扶助が加わる。
- 5月5日 日本毛織市川工場争議。生理休暇制限、「糸つなぎ競技会」と銘打った労働強化等に反対。労働組合側有利に妥結。
- 5月11日 日立争議、茨城四分会の従業員1200名の決起大会に従業員家族3000名参加。家族ぐるみの組合運動。

連日の市内デモや団体交渉にも従業員家族が参加。徹夜の団体交渉の際には炊出しなどで激励。全日本金属労働組合中央執行委員会の闘争方針には、家族も動員して持久態勢をとる、と記され、日立総連合の代議員会議では「家族組織の重要性を再確認し、これが確立強化に努めること」（日本労働年鑑より）が決められた。各社宅には家族だけの組織「社宅婦人連合会」を結成し、闘争委員長まで選出して、会社側のスパイ、手先の警戒、配給所との掛け売交渉、あるいは部課長、工場宅の波状訪問、部課長夫人への解雇撤回の陳情などを行い、また、解雇通知の発送人をつかまえて、戸別配布させず、一括返上した。5月23日 茨城地区の組合婦人部の提唱で「平和を守る12,000円獲得大会」。婦人部2000名に加え主婦1500名が参加。
- 5月19日 桂田芳枝（北海道大学）、数学で初の女性理学博士に
- 6月4日 参議院選挙、全国区3、地方区2人の婦人当選、投票率女66.74%、男78.16%
- 6月10日 片岡美智、日本人女性で初のフランスの最高学位・文学博士を獲得
- 6月26日 平塚らいてう・ガントレット恒・神代田野・野上弥生子・植村環の5婦人、対日平和条約を掌理するため来日したダレス顧問に英文アピールを手交。日本の非武装・非交戦・絶対中立、単独講和でなく全面講和、を訴え。
- 6月- 東京～大阪間の東海道本線特急はとに女子職員乗務、はとガール。

## 7～8月
- 7月1日 新国籍法公布、妻の国籍選択自由に
- 7月5日 婦人団体協議会、8月15日予定の「平和大会」を統一して行うか討論の末、意見の一致ならず。共同声明を出して無期限に休会。声明「…休会せざるをえない状態にたちいたりました。しかし最後に『戦争はいやです』の一点においては全参加団体の意見の一致をみましたので、『戦争はいやです』の意志表示をして休会します。」（日本労働年鑑より）
- 7月8日 最高検察庁、『チャタレイ夫人の恋人』を猥褻文書に当るとして発禁処分。9月12日 東京地検、訳者伊藤整と発行者小山書店社長を起訴。チャタレー事件の始まり。
- 7月16日 日本社会党婦人対策部、「平和決議」発表。
- 7月17日 日本共産党、アピール「平和を愛する婦人の皆さんに訴える」発表。
- 8月5日 平和を守る婦人活動家会議、全国労働組合連絡協議会主催、20単産代表50人参加。
- 8月13日 日本婦人法律家協会（現・日本女性法律家協会）発足。会長は久米愛。
- 8月14日 青年婦人の平和祭、東京読売ホールで、国鉄・日教組・東京都労働組合連合会（都労連）・全逓・全日通の青年婦人部主催。
- 8月30日 武蔵新田（東京都大田区）の赤線業者の進出に対し池上小学校PTA、反対運動を決議、区内公私立学校PTA・婦人会も加わり特飲街（赤線）設置反対同盟結成 。11月に建設中止。
- 8月- 素人の女性ばかり集めたアルバイトサロン、大阪で開業、各地に波及。
- 8月- 未亡人5,000名、託児所・授産所を市当局へ要求。山口県下関市にて。

## 9～12月
- 10月7日 婦人人権擁護同盟結成、家事調査委員田辺繁子・大浜英子・人権擁護局渡辺英恵子・判事石渡満子・検事門上千恵子ほか婦人弁護士などが協力。少年少女の人身売買・地方婦人労働者の酷使などの問題について実態調査・法律相談・訴訟・啓蒙活動などを行った。
- 11月18日 全国婦人歯科医会創立、会長向井英子
- 11月19日 日本初の公式女子ボクシング、広島市中央バレー・コートで。
- 11月19日 新日本婦人同盟、日本婦人有権者同盟と改称、市川房枝、会長に復帰 。
- 11月29日 全国未亡人団体協議会結成。未亡人総数188万余のうち戦争未亡人56万余。会長湧井まつ、事務局長山高しげり、会員約8,000名。母子年金制度の実施・母子福祉施設の拡充等を要望。母子寮・保育所・授産施設増設の運動をすすめた。
- 11月- 主婦連、日用品審査部を新設。
- 12月2日 桐生ゴム労働組合婦人部委員2人、解雇反対・遅配賃金即時支払いを求め、煙突（高さ30メートル）に登る[1]。滞空時間82時間35分。
- 12月 民主婦人協議会、「原子爆弾禁止」の決議を発表。「1.原子爆弾の全面的禁止。2.私達の夫や息子を戦場におくるな。3.日本人の生活を破壊する戦時体制をやめよ。4.朝鮮にいる朝鮮人以外の軍隊は直ちに引揚げよ。」（日本労働年鑑より）

朝鮮戦争に「原子爆弾の使用を考慮する」、「日本人部隊の使用も時によっては考える」というトルーマン大統領の声明（11月30日）に反応したもの。

## この年
- 人身売買問題頻発。夜の女、東京都内で約5,000人うち約7%が既婚者。
- 女子の大学・短期大学進学率1.2％
- 第7回国勢調査、総人口8,319万9,637人、母子家庭180万世帯、家族平均所帯人員4.97人
- 平均寿命、男58歳、女61.4歳、女性の平均寿命が初めて60歳を超える。